# 马来斑鲆
马来斑鲆（学名：Pseudorhombus malayanus）为輻鰭魚綱鰈形目鰈亞目牙鲆科斑鲆属的的一种熱帶海水魚，其种加词“malayanus”意为“马来亚的”。分布于西达印度半岛东岸、南达印度尼西亚及菲律宾以及海南岛、两广到台湾海区等，属于西太平洋到印度东侧浅海底层鱼，棲息深度20-27公尺，體縱深呈卵形，身體褐色，一個小的黑色斑塊位於側線的直線與彎曲部份的會合處，背鰭軟條72-74枚;臀鰭軟條58-59枚，體長可達35公分，棲息在沙泥底質大陸棚，以底棲生物為食，可作為食用魚，多為拖網所捕獲。该物种的模式产地在中国。